# Wendisch Waren
Wendisch Waren este o comună din landul Mecklenburg-Pomerania Inferioară, Germania.